# 文化観光部2000年式
文化観光部2000年式（ぶんかかんこうぶ2000ねんしき、朝: 국어의 로마자 표기법; 英: Revised Romanization of Korean; 略: RR式) は、現在大韓民国で用いられている韓国語のラテン文字転写に関する規則である。
2000年7月1日に「国語のローマ字表記法（국어의 로마자 표기법）」として大韓民国文化観光部（現・文化体育観光部）長官が告示した。
2000年の告示以来、韓国では人名などの例外を除き、原則としてこの表記法に従った表記がなされている。なお、北朝鮮ではマッキューン＝ライシャワー式や北朝鮮1992年式が公式に用いられている。

## この表記法の特徴
韓国では以前から様々な転写方式が試みられていた。言語学など学術分野では、ハングルを厳密に転写するイェール式が用いられているが、綴りと発音の乖離が激しく、読みにくいため、一般に用いられることはない。
一般には、マッキューン＝ライシャワー式や、それに近い方式が用いられてきた。ハングルは表音文字だが、朝鮮語の正書法の特性上、綴りと発音の間には複雑な対応規則がある。マッキューン＝ライシャワー式は、ハングルの忠実な転写ではなく厳密ではないが、発音を考慮した表記となっているため、英語話者に親しみやすい。しかし、マッキューン＝ライシャワー式で用いられる記号（ブレーヴェやアポストロフィー等）が、しばしば省略され混乱をまねくという、中国語のウェード式と同様の問題がある。そのため、この表記法の定められる前に使われていた文教部1984年式（朝鮮語のローマ字表記法も参照）についても、正確な運用がされず1984年以前に用いられていた表記法（文教部1959年式）と混用されていた。また、朝鮮語では音韻的区別のない有声・無声音を書き分けるので、訓練を受けていない韓国人には難しいという不満もあった。このため、1984年以前に用いられていた方式を基に定められたのがこの表記法である。
この表記法は、マッキューン＝ライシャワー式と同様、ハングルの忠実な転写ではない。従って、ラテン文字表記から機械的に元のハングル綴りを復元することはできない。マッキューン＝ライシャワー式と比べると、ブレーヴェを廃し、記号の使用を限定している。また、子音の規則も単純化している。マッキューン＝ライシャワー式が、英語話者に親しみやすいように、有気・無気の対立にくわえて、有声・無声も識別しているのに対し、この方式は、音節頭の無気音をG, B, J、有気音をK, P, CHと機械的に書き分ける。また、"시"は、shi（X-SAMPA:/Si/)に近く発音され、文教部1984年式でもshiと表記されていたが、この方式では朝鮮語の音韻体系に従ってsiと表記する。このように、朝鮮語を知らない外国人を戸惑わせる点が少なくなく、英語話者に不親切な方式だが、かといって音声学的にも音韻論的にも朝鮮語の発音を忠実に反映したものではない折衷方式である。
これについて、この方式の擁護者は、中国語のラテン文字表記法においても、ピンイン表記は欧米人に理解できないという批判が長く続いたが、現在では英語でもピンイン表記が採用されていることを例にあげ、このような問題は、別言語を転写する場合には必ず起こりうることであって、朝鮮語のラテン文字表記が完全に定着するためにはさらに時日が必要だろうと主張している。
また、地名にも徹底して適用することによって「統一」への強い意気込みを示している。第二都市である釜山の表記を「Pusan」から「Busan」へ改めたのはその象徴であろう。ただ、この公示が出される以前に定着していた商標までは改められず「Samsung」や「Hyundai」といったこの表記法を逸脱した運用は解消される見込みはない。また、人名までは徹底されず同じ名前であっても個々人で表記が異なるという問題は解消されていない。

## 表記の一覧
基本的に以下の表に従い、ハングル字母をラテン文字に置き換える。

### 母音
| ハングル字母 | ラテン文字 |
| ------------ | ---------- |
| ㅏ           | a          |
| ㅓ           | eo         |
| ㅗ           | o          |
| ㅜ           | u          |
| ㅡ           | eu         |
| ㅣ           | i          |
| ㅐ           | ae         |
| ㅔ           | e          |
| ㅚ           | oe         |
| ㅟ           | wi         |

| ハングル字母 | ラテン文字 |
| ------------ | ---------- |
| ㅑ           | ya         |
| ㅕ           | yeo        |
| ㅛ           | yo         |
| ㅠ           | yu         |
| ㅒ           | yae        |
| ㅖ           | ye         |
| ㅘ           | wa         |
| ㅙ           | wae        |
| ㅝ           | wo         |
| ㅞ           | we         |
| ㅢ           | ui         |

- ただし'ㅢ'は'ㅣ'とも発音されるが、'ui'と表記する。
  - 例）광희문（発音：광희문/광히문）(Gwanghuimun)

### 子音
子音はその働きによってアルファベットが異なる場合がある。
| ハングル字母 | ラテン文字 (初声の時/終声で母音が後に続く時) | ラテン文字 (終声で母音が後に続かない時) |
| ------------ | -------------------------------------------- | --------------------------------------- |
| ㄱ           | g                                            | k                                       |
| ㄲ           | kk                                           | k                                       |
| ㅋ           | k                                            | k                                       |
| ㄷ           | d                                            | t                                       |
| ㄸ           | tt                                           | -                                       |
| ㅌ           | t                                            | t                                       |
| ㅂ           | b                                            | p                                       |
| ㅃ           | pp                                           | -                                       |
| ㅍ           | p                                            | p                                       |

| ハングル字母 | ラテン文字 (初声の時/終声で母音が後に続く時) | ラテン文字 (終声で母音が後に続かない時) |
| ------------ | -------------------------------------------- | --------------------------------------- |
| ㅈ           | j                                            | t                                       |
| ㅉ           | jj                                           | -                                       |
| ㅊ           | ch                                           | t                                       |

| ハングル字母 | ラテン文字 (初声の時/終声で母音が後に続く時) | ラテン文字 (終声で母音が後に続かない時) |
| ------------ | -------------------------------------------- | --------------------------------------- |
| ㅅ           | s                                            | t                                       |
| ㅆ           | ss                                           | t                                       |
| ㅎ           | h                                            | h                                       |

| ハングル字母 | ラテン文字 (初音のとき) | ラテン文字 (終声で母音が後に続く時) | ラテン文字 (終声で母音が後に続かない時) |
| ------------ | ----------------------- | ----------------------------------- | --------------------------------------- |
| ㄴ           | n                       | n                                   | n                                       |
| ㅁ           | m                       | m                                   | m                                       |
| ㅇ           | (なし)                  | ng                                  | ng                                      |

| ハングル字母 | ラテン文字 (初声の時/終声で母音が後に続く時) | ラテン文字 (終声で母音が後に続かない時) |
| ------------ | -------------------------------------------- | --------------------------------------- |
| ㄹ           | r                                            | l                                       |

- ただし‘ㄹㄹ’は‘ll’と表記する。
  - 例）선릉역（発音：설릉역）(Seolleung Station)

## 例
- 대한민국（大韓民国）: Daehanminguk
- 서울특별시（ソウル特別市）: Seoul Teukbyeolsi

文化財の名・自然地物の名, 人工構造物の名にはハイフン('-')を付けない。固有名詞なので最初の文字は大文字で書く。
- 대관령（大関嶺）: Daegwallyeong
- 속리산（俗離山）: Songnisan

- 안녕하세요（おはようございます・こんにちは・こんばんは）: Annyeonghaseyo
- 국민[궁민]（国民）：Gungmin - 漢字語で発音変化が生じるものはハングルの発音表記通りに綴る。

住所を書く際、地名と行政区画の単位（道・市・郡・区・邑・面・洞・里）と「街」の後にハイフン('-')を付けて分離する（ハイフンの前と後での音韻変化と名での音韻変化は表記に反映しない）。「市・郡・邑」などの行政区画の単位は省略できるし、固有名詞なので最初の文字は大文字で書く。
| 行政区画の単位 | ラテン文字 |
| -------------- | ---------- |
| 도（道）       | do         |
| 시（市）       | si         |
| 군（郡）       | gun        |
| 구（区）       | gu         |
| 읍（邑）       | eup        |
| 면（面）       | myeon      |
| 동（洞）       | dong       |
| 리（里）       | ri         |
| 가（街）       | ga         |

- 충청북도（忠清北道）: Chungcheongbuk-do
- 진주시（晋州市）: Jinju-si/Jinju
- 평창군（平昌郡）: Pyeongchang-gun/Pyeongchang
- 종로구（鍾路区）: Jongno-gu
- 기장읍（機張邑）: Gijang-eup
- 용문면（龍門面）: Yongmun-myeon
- 잠실동（蚕室洞）: Jamsil-dong
- 동리（洞里）: Dong-ri
- 종로3가（鍾路3街）: Jongno 3(sam)-ga

道路名住所をラテン文字で表記する時にも道路の区分の単位（大路・路・ギル(道)）と地名をハイフン('-')を付けて区別する。固有名詞なので最初の文字は大文字で書く。
| 道路区画の単位 | ラテン文字 |
| -------------- | ---------- |
| 대로（大路）   | daero      |
| 로（路）       | ro         |
| 길（ギル(道)） | gil        |

- 세종대로（世宗大路）: Sejong-daero
- 종로（鍾路）: Jong-ro
- 흥천사길（興天寺ギル）: Heungcheonsa-gil
  - ただし法定洞としての「로（路）」は“-”で区別しない。
    - 종로1가（鐘路1街）: Jongno 1(il)-ga

人名を表記する時には名字と名前の順番で離して書く。名字は習慣によって書くのも許容する（김：Gim/Kim　최：Choe/Choi　박：Bak/Park）。また名前は離して書かないのが原則だが、音節の間にハイフン('-')を付けるのを許容する。名前での音韻変化と名での音韻変化は表記に反映しない。固有名詞なので最初の文字は大文字で書く。
- 민용하: Min Yongha/Min Yong-ha
- 홍빛나: Hong Bitna/Hong Bit-na